# Okres Jarosław
Okres Jarosław (polsky Powiat jarosławski) je okres v polském Podkarpatském vojvodství. Rozlohu má 776,36 km² a v roce 2023 zde žilo 116 192 obyvatel. Sídlem správy okresu je město Jarosław.

## Gminy
Městské:
- Jarosław
- Radymno

Městsko-vesnická:
- Pruchnik

Vesnické:
- Chłopice
- Jarosław
- Laszki
- Pawłosiów
- Radymno
- Rokietnica
- Roźwienica
- Wiązownica

## Města
- Jarosław
- Pruchnik
- Radymno